# Łukasz Tomasz Sroka
Łukasz Tomasz Sroka (ur. w 1979) – polski historyk, profesor nauk humanistycznych, przewodniczący Rady Dyscypliny Historia w Uniwersytecie Pedagogicznym w Krakowie, w latach 2016–2019 dyrektor Instytutu Historii i Archiwistyki UP. Autor przeszło stu prac naukowych poświęconych historii i kulturze Żydów w XIX i XX w., stosunkom polsko-żydowskim, historii współczesnego Izraela, stosunkom polsko-izraelskim, historii Galicji (zwłaszcza Lwowa i Krakowa), historii Austrii w XIX i XX w., historii elit i wolnomularstwa, historii idei, historii komunikacji społecznej i źródłoznawstwa. Twórca lub współtwórca szeregu wystaw eksponowanych w kraju i za granicą – dotyczących głównie historii Żydów oraz historii Krakowa i Lwowa.    

## Życiorys
Doktorat uzyskał w 2006 r. na podstawie rozprawy pt. Żydzi w życiu publicznym Krakowa w latach 1850–1918. Studium o elicie miasta, którą przygotował pod kierunkiem prof. Kazimierza Karolczaka. W 2013 habilitował się na podstawie pracy pt. Rada Miejska we Lwowie w okresie autonomii galicyjskiej 1870–1914. Studium o elicie władzy. W roku 2021 uzyskał tytuł profesora nauk humanistycznych. W latach 2016–2019 był dyrektorem Instytutu Historii i Archiwistyki UP. W tym samym okresie był też profesorem wizytującym Lwowskiego Uniwersytetu Narodowego im. Iwana Franki. Liczne staże i pobyty zagraniczne m.in.: Universität Wien, Levinsky College of Education w Tel Awiwie. Od 2019 przewodniczący Rady Dyscypliny Naukowej Historia Uniwersytetu Pedagogicznego w Krakowie. Członek m.in. Komisji Historii i Kultury Żydów Polskiej Akademii Umiejętności, Polskiego Towarzystwa Historycznego, Polskiego Towarzystwa Studiów Żydowskich, Towarzystwa Miłośników Historii i Zabytków Krakowa. W latach 2020–2023 członek Komitetu Nauk Historycznych Polskiej Akademii Nauk. 
Stypendysta Fundacji Lanckorońskich (2006). 

## Wybrane publikacje
- Lili Haber. Drugie pokolenie po Holokauście w Izraelu. Narodziny nowego narodu, przedmowa Marian Turski, Kraków-Budapeszt-Syrakuzy 2024.
- Tel Awiw. Nowoczesne miasto starożytnego narodu, przedmowa Ron Chuldaj, Seria wydawnicza im. Marcela Goldmana "Miasta i Regiony Izraela", pod redakcją Łukasza Tomasza Sroki, t. 1, Kraków-Budapeszt-Syrakuzy 2022.
- A Man of Success in the Land of Success. The Biography of Marcel Goldman, a Kracovian in Tel Aviv, Boston 2022.
- Człowiek sukcesu w państwie sukcesów. Biografia Marcela Goldmana, krakowianina w Tel Awiwie, przedmowa Aleksander B. Skotnicki, posłowie Leopold „Poldek” Wasserman, Kraków 2019.
- In the Light of Vienna. Jews in Lviv – between Tradition and Modernisation (1867–1914), Berlin-Bern-Bruxelles-New York-Oxford-Warszawa-Wien 2018.
- Demokracja izraelska, przedmowa Szewach Weiss, [wspólnie z: Krzysztof Chaczko, Artur Skorek], Warszawa 2018.
- Polskie korzenie Izraela. Wprowadzenie do tematu. Wybór źródeł, Kraków-Budapeszt 2015, wydanie drugie: Kraków-Budapeszt-Syrakuzy 2021 [wspólnie z: Mateusz Sroka].
- Academia Militans. Uniwersytet Jana Kazimierza we Lwowie, Kraków 2015 [wspólnie z: Adam Redzik, Roman Duda, Marian Mudryj, Wanda Wojtkiewicz-Rok, Józef Wołczański, Andrzej Kajetan Wróblewski].
- Rada Miejska we Lwowie w okresie autonomii galicyjskiej 1870–1914. Studium o elicie władzy, Kraków 2012.
- Sprawiedliwi chcą być doskonali. Z dziejów wolnomularstwa w Krakowie od XVIII wieku do współczesności, przedmowa Tadeusz Cegielski, "Biblioteka Krakowska" nr 154, redaktor serii Jan Małecki, Kraków 2010.
- Żydzi w Krakowie. Studium o elicie miasta. 1850-1918, Kraków 2008.
- 70 lat Zakładu Ubezpieczeń Społecznych (1934-2004), Warszawa 2004 [wspólnie z: Olaf Rzegotka].